# 國際大學運動總會
（缩写：FISU），簡稱，是负责协调超过100个国家的大学生体育活動的國際組織，總部設於瑞士的洛桑。其在單數年举办世界大學運動會（含夏季大會與冬季大會），在雙數年举办世界大學單項錦標賽。

## 历史
國際大學運動總會在1949年正式成立，但它起源于1920年代，1923年5月法国人Jean Petitjean在巴黎组织首届“世界学生运动会”（World Student Games）。随后诞生了国际学生邦联（International Confederation of Students，I.C.S.），在波兰华沙举行了大会。几个代表团参加并发起了这行活动。从1925年到1939年，学生和I.C.S.组织了许多重要的体育赛事：1925年在捷克斯洛伐克的布拉格，1927年在意大利罗马，后来又在巴黎，1930年在德国達姆施塔特，1933年在意大利都灵，1935年在匈牙利的布达佩斯，1937年巴黎和1939年摩洛哥。第二次世界大战中断了这些大会，但当恢复和平后，法国重新发起了世界大學運動會。
和平是相对的，因为冷战的阴影不久分裂了大学生体育。1949年虽然国际学生联盟（International Students Union，I.S.U.）组织了比赛，但很少西方国家参加。于一年前在卢森堡诞生的國際大學運動總會（International University Sports Federation，FISU）正式发起和组织了它的首届国际大学体育周，并把西方的代表团组织起来了。 值得注意的是这些运动会在意大利梅拉诺（1949年），卢森堡（1951年），德国多特蒙德（1953年）和西班牙圣塞瓦斯提安（1955年）举行。到了1957年，法国人组织了世界大学体育锦标赛，把来自东西方阵营的学生聚集在一起。
运动会上人们萌发了组织一个全球性活动的想法，让全世界的学生都能参加。1959年FISU和I.S.U.同意参加意大利人在都灵组织的运动会：C.U.S.I.。毫无疑问那一年人们对协会留下了很深的印象。实际上意大利组织者将这些1959年的比赛命名为Universiade并制作了由星围绕"U"的旗帜，这些将为全世界开辟了道路，将颁奖仪式上各国国歌改成了《讓我們歡樂吧》。都靈世界大學運動會不仅对当地主办者是一个成功，而且对将改变大学体育运动的未来的Primo Nebiolo博士也意味着成功。本届大運會迎来了43个国家的1,400名运动员，许多非会员协会要求成为FISU会员。
虽然大学体育最终使大家和平相处，但还是要建立暂行架构。除了确定关于国家标志（既不升国旗也不奏国歌）和程序的协议，FISU在第二款确定自己的地位和哲学，规定：“FISU追求自己的目标时不考虑也不歧视政治、宗教和种族”。从那以后，FISU在全世界范围内组织者一比赛。
从这一重要时候起，世界大學生運動會继续吸引了越来越多的人参加。参赛运动员总数从1959年都灵的1407人（包括985名学生运动员）到1999年西班牙帕爾馬超过125个国家的6009人（包括4076名学生运动员）。
冬季世界大學生運動會获得了同样的成功。实际上，统计数据表明98名运动员参加了1958年在奥地利滨湖采尔的世界大學運動會，来自41个国家的1007名运动员参加了2001年在波兰扎科帕內的世界大學運動會。

### 歷屆世界大學運動會主辦地
| 夏季世界大學生運動會 | 夏季世界大學生運動會 | 夏季世界大學生運動會 | 冬季世界大學生運動會 | 冬季世界大學生運動會 | 冬季世界大學生運動會 |
| 年份                 | 主办国／地区         | 舉辦城市             | 年份                 | 主办国／地区         | 舉辦城市             |
| 1959年               | 義大利               | 都靈                 | —                    | —                    | —                    |
| —                    | —                    | —                    | 1960年               | 法國                 | 夏慕尼               |
| 1961年               | 保加利亚             | 索菲亞               | —                    | —                    | —                    |
| —                    | —                    | —                    | 1962年               | 瑞士                 | 維拉爾               |
| 1963年               | 巴西                 | 阿雷格里港           | —                    | —                    | —                    |
| —                    | —                    | —                    | 1964年               | 捷克斯洛伐克         | 什平德莱鲁夫姆林     |
| 1965年               | 匈牙利               | 布達佩斯             | —                    | —                    | —                    |
| —                    | —                    | —                    | 1966年               | 義大利               | 塞斯特列雷           |
| 1967年               | 日本                 | 東京                 | —                    | —                    | —                    |
| —                    | —                    | —                    | 1968年               | 奥地利               | 因斯布魯克           |
| 1970年               | 義大利               | 都靈                 | 1970年               | 芬兰                 | 羅瓦涅米             |
| —                    | —                    | —                    | 1972年               | 美国                 | 普萊西德湖           |
| 1973年               | 苏联                 | 莫斯科               | —                    | —                    | —                    |
| 1975年               | 義大利               | 羅馬                 | 1975年               | 義大利               | 利維尼奧             |
| 1977年               | 保加利亚             | 索菲亞               | —                    | —                    | —                    |
| —                    | —                    | —                    | 1978年               | 捷克斯洛伐克         | 什平德莱鲁夫姆林     |
| 1979年               | 墨西哥               | 墨西哥城             | —                    | —                    | —                    |
| 1981年               | 羅馬尼亞             | 布加勒斯特           | 1981年               | 西班牙               | 哈卡                 |
| 1983年               | 加拿大               | 埃德蒙頓             | 1983年               | 保加利亚             | 索菲亞               |
| 1985年               | 日本                 | 神戶                 | 1985年               | 義大利               | 波爾查諾             |
| 1987年               | 南斯拉夫             | 薩格勒布             | 1987年               | 捷克斯洛伐克         | 斯特爾布斯凱普萊索   |
| 1989年               | 德国                 | 杜伊斯堡             | 1989年               | 保加利亚             | 索菲亞               |
| 1991年               | 英国                 | 雪菲爾               | 1991年               | 日本                 | 札幌                 |
| 1993年               | 美国                 | 水牛城               | 1993年               | 波蘭                 | 扎科帕內             |
| 1995年               | 日本                 | 福岡                 | 1995年               | 西班牙               | 哈卡                 |
| 1997年               | 義大利               | 西西里               | 1997年               |                      | 茂朱                 |
| 1999年               | 西班牙               | 馬略卡               | 1999年               | 斯洛伐克             | 波普拉德             |
| 2001年               | 中国                 | 北京                 | 2001年               | 波蘭                 | 扎科帕內             |
| 2003年               |                      | 大邱                 | 2003年               | 義大利               | 塔爾維肖             |
| 2005年               | 土耳其               | 伊茲密爾             | 2005年               | 奥地利               | 因斯布魯克/塞費爾德  |
| 2007年               | 泰國                 | 曼谷                 | 2007年               | 義大利               | 都靈                 |
| 2009年               | 塞爾維亞             | 貝爾格萊德           | 2009年               | 中国                 | 哈爾濱               |
| 2011年               | 中国                 | 深圳                 | 2011年               | 土耳其               | 埃爾祖魯姆省         |
| 2013年               | 俄羅斯               | 喀山                 | 2013年               | 義大利               | 特倫托               |
| 2015年               |                      | 光州                 | 2015年               | 西班牙               | 格拉納達             |
| 2017年               | 中華臺北             | 臺北                 | 2017年               |                      | 阿拉木圖             |
| 2019年               | 義大利               | 拿波里               | 2019年               | 俄羅斯               | 克拉斯諾亞爾斯克     |
| 2021年               | 中国                 | 成都                 | 2021年               | 瑞士                 | 盧森                 |

## 規定項目

### 夏季规定项目（15个分项）
- 射箭（2019）
- 田径
- 篮球
- 击剑
- 足球
- 竞技体操
- 艺术体操
- 柔道
- 游泳
- 跳水
- 水球
- 乒乓球
- 跆拳道（2017）
- 网球
- 排球

射箭將在2019年加入規定項目，羽球也將在2021年加入，屆時規定項目之總數會達到16個。

### 冬季规定项目（8个分项）
冬大运会包括八个必选项目和一至三个自选项目，由主办国选择。
- 高山滑雪
- 越野滑雪
- 冬季两项
- 單板滑雪
- 冰壶
- 冰球
- 花样滑冰
- 短道競速滑冰

## 锦标赛
为了扩展全世界的大学体育，有必要创立运动会来完成世界大學生運動會计划。这样，从六十年代早期FISU还监督世界大学锦标赛。
这些逢偶数年举办的锦标赛随着岁月的流逝越来越成功，保持了比赛项目的连续性。还让很多学生和大学体育尖子在大运会之外有机会相聚。
世界大學錦標賽的項目有：射箭、羽球、棒球、沙灘排球、橋牌、西洋棋、越野、自由車、馬術、靜水競速、福樂球、五人制足球、高爾夫、手球、曲棍球、空手道、帆船對抗賽、定向越野、划船、七人制橄欖球、帆船、射擊、壘球、壁球、跆拳道、鐵人三項、輕艇激流、滑水、舉重、木球、角力。

## 參賽資格相關
- 1949年至2008年介於17至28歲，2009年籃球為17至25歲而其他項目不變，2018年起全面改為18到25歲。
- 如果該國這個項目的協會被國際協會禁賽就不能參加該項目。
- 是國家奧林匹克委員會成員通常會有參加大運會的資格。
- 北愛爾蘭運動員可以代表英國或愛爾蘭參加比賽，如同奧運會。

## 会徽、会旗與會歌

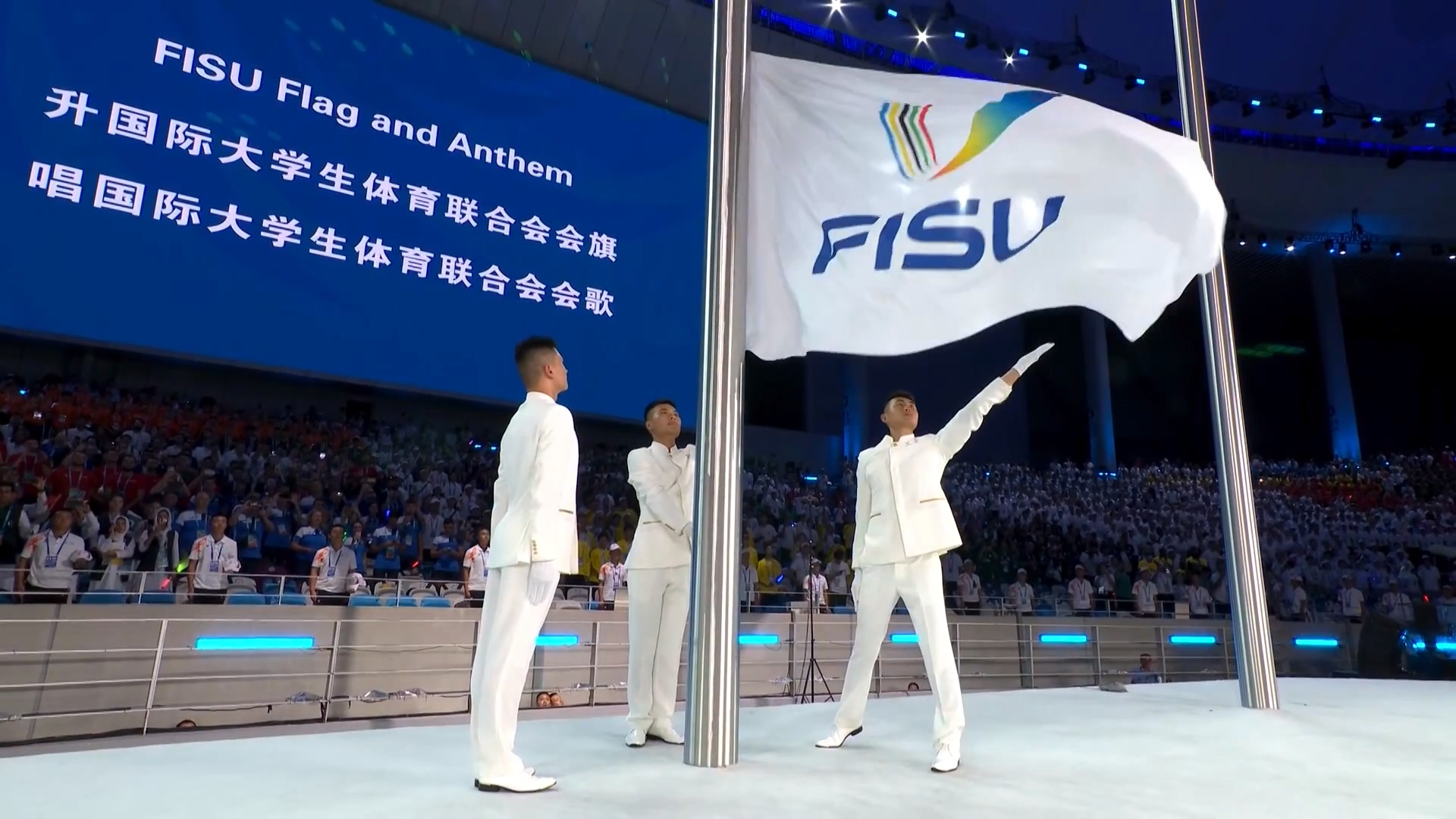
成都大运会开幕式升会旗仪式

意大利大学体育中心（Italian University Sports Center，CUSI）为1959年世界大学运动会制作了徽章，虽然原来星弯曲地环绕U的底部。
FISU最近改进了它会徽的设计以增加会徽在FISU活动中的连贯性。会徽包括黑色字母"U"打印在白色背景上，中心是超过5颗星分为两行。上面3颗星从左到右分别是：蓝、黑和红，下面两颗星是黄和绿，与奥运五环相一致。黑色「FISU」标识在中心，星的下面。
FISU会旗白色，FISU会徽在旗中心。
FISU在升降會旗時，選用《讓我們歡樂吧》為正式用曲。

## 架构
FISU包括大会，代表了会员（134个国家大学体育联盟）。它是组织的主要行政实体。它选举四年一届的执行委员会，执行委员会做出让FISU平稳运作的所有决定。十位终生委员在他们擅长的领域向执行委员会提供建议以简化它的职责。

## 会议
FISU大会与世界大學生運動會同时举行，进行社会学探讨和科学研究，与体育方面相补充，显示有必要将体育和大学精神放在一起。这个FISU会议也冠名“大学体育研讨会”，处理与体育和运动的不同方面相关的课题。

## 论坛
与世界大學生運動會一样，论坛大会也是两年一次，FISU希望通过论坛研讨会向学生和大学体育官员提供机会经常见面讨论有关教育、文化和体育的话题。
实际上，论坛研讨会将每两年举办一次，与世界大學生運動會错开，每次在不同地点。

## 外部連結
- 官方网站